# Gunnar Hellström (kompositör)
Gunnar Valdemar Hellström, född 12 maj 1918 i Stockholm, död där 31 juli 2009 (i Skarpnäcks församling), var en svensk kompositör. Han var verksam under pseudonymen Gary Geve.